# Jaguar XJR-15

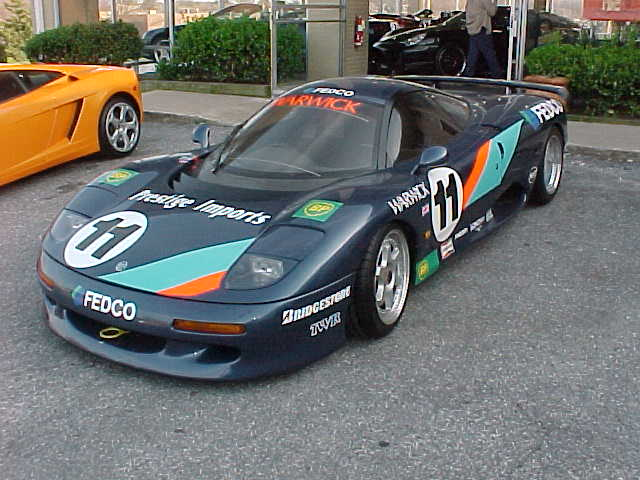
Wyścigowa wersja XJR-15 / TWR

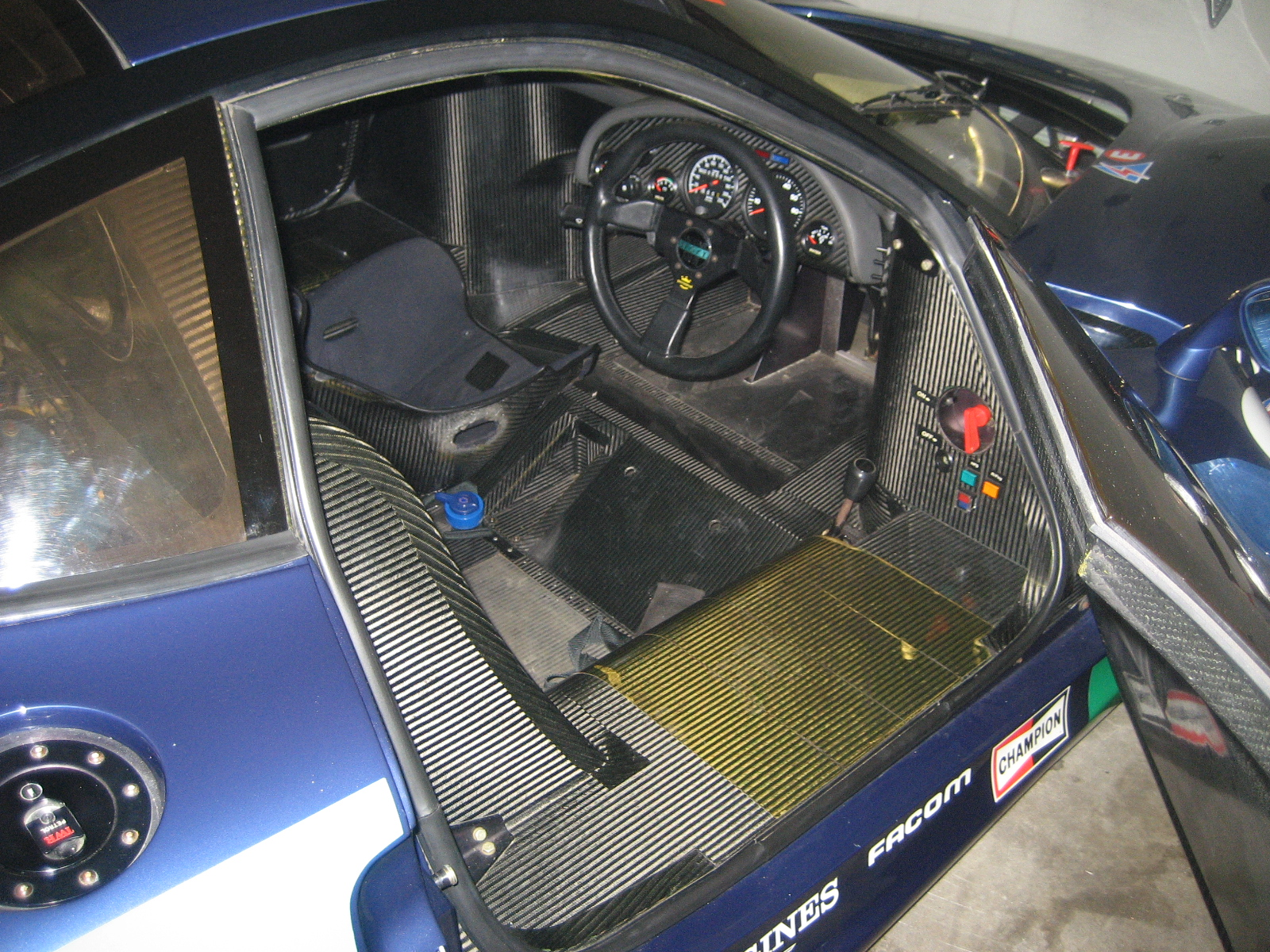
Kokpit Jaguara XJR-15

Jaguar XJR-15 – supersamochód skonstruowany i wyprodukowany przez firmę Jaguar Cars Ltd. we współpracy z TWR. XJR-15 wyposażony był w sześciolitrowy silnik V12 24v zaprojektowany przez firmę TWR (Tom Walkinshaw Racing). Wyprodukowano zaledwie 50 egzemplarzy tego modelu. Jego nadwozie zaprojektował Peter Stevens, stylista McLarena F1. Produkcja trwała od 1990 roku do 1992 jego następcą był model Jaguar XJ 220

## XJR-15
Docelowo XJR-15 jako wóz supersportowy miał zrobić to samo na drodze co dokonał jego protoplasta Jaguar XJR-9LM na torze. Jaguar chciał tym modelem wejść na rynek, dominujących od lat Ferrari i Lamborghini. W roku 1984 po prezentacji Ferrari 288 GTO zaczęto równocześnie prowadzić pracę nad XJR-15 i XJ220. XJR-15 miał być przekształceniem XJR-9 w model szosowy. Zakładano, że prędkość pojazdu będzie wyższa niż 300 km/h (190 mph).

## Produkcja i problemy
W swoim pierwszym samochodzie tego typu Jaguar zastosował jednostkę V12, napęd był przekazywany tylko na jedną oś. Z dość sporego silnika wygenerowano tylko około 450 KM, tłumacząc się trwałością jednostki. Oryginalnie XJR-15 był następcą Jaguar XJR-9LM tyle, że w wersji szosowej przystosowanej do poruszania się po ulicach. W chwili swojego debiutu na rynku cena wynosiła ponad 960 000 dolarów amerykańskich. Był wówczas najdroższym samochodem do czasu pojawienia się McLarena F1.

## Specyfikacja modelu Jaguara XJR-15
| Producent                            | Jaguar Sport / TWR |
| Model                                | XJR-15 \| Project R9R |
| Produkcja                            | 1990-1992 |
| Liczba egzemplarzy                   | 53 sztuki |
| Silnik                               | Jaguar / TWR 12-cylindrowy 60°, wolnossący, 2 zawory na cylinder (24 zawory) SOHC, elektroniczny wtrysk paliwa Zytec, 3 katalizatory łańcuch, podwójny wałek rozrządu |
| Umiejscowienie silnika               | Wzdłużnie do osi pojazdu, umiejscowiony centralnie |
| Napęd                                | napęd na oś tylną |
| Pojemność skokowa Smarowanie         | 5993 cm³ |
| Pojemność skokowa Smarowanie         | sucha miska olejowa |
| Stopień sprężania                    | 11,0:1 |
| Moc maksymalna                       | 336 kW 450 KM @ 6250 rpm |
| Moc na jeden litr                    | 75,0 KM / 1 litr pojemności skokowej cm³ |
| Maksymalny moment obrotowy           | 570 Nm @ 4500 rpm |
| Prędkość maksymalna                  | 298–307 km/h (w zależności od przełożeń wyścigowych) |
| Przyśpieszenie 0–100 km/h 0–160 km/h | 3,1 s (dane producenta) |
| Przyśpieszenie 0–100 km/h 0–160 km/h | 7,9 s (dane producenta) |
| Zużycia paliwa na 100 km             | Średnie – przy prędkości: 90 km/h – 10,9 l / przy prędkości: 120 km/h – 11,5 l (98 RON)                                                                               |
| Zużycia paliwa na 100 km             | Cykl miejski – 18,3 l / max. 35,0 l (dane producenta) (98 RON) |
| Układ hamulcowy                      | Stalowe tarcze, firmy AP Racing 4-tłoczkowe zaciski z przodu 4-tłoczkowe zaciski z tyłu Średnica tarcz – Przód: Ø 330 mm / Tył: Ø 300 mm                              |
| Droga hamowania (100–0 km/h)         | 37,5 m |
| Nadwozie / Karoseria                 | Karoseria wykonana całkowicie z kompozytów 2-drzwiowe coupe |
| Masa własna                          | 1050 kg |
| Skrzynia biegów                      | TWR (5/6-biegowa manualna) |
| Przełożenia skrzyni biegów           | 1 – 3.00 :1, 2 – 2.13 :1, 3 – 1.66 :1, 4 – 1.38 :1, 5 – 1.18 :1 wsteczny – 2.90 :1 – Karbonowe sprzęgło marki AP                                                      |
| Felgi / Opony                        | OZ 9.5 J17 \| 13.0 J17 Bridgestone Potenza RE71 / Pirelli P Zero Przód: 245/40 ZR17 / Tył: 335/35 ZR17                                                                |
| Rozstaw osi                          | 2780 mm |
| Długość/Szerokość/Wysokość           | 4800 / 1900 / 1100 mm |